# Madeleine-Sibylle de Hesse-Darmstadt

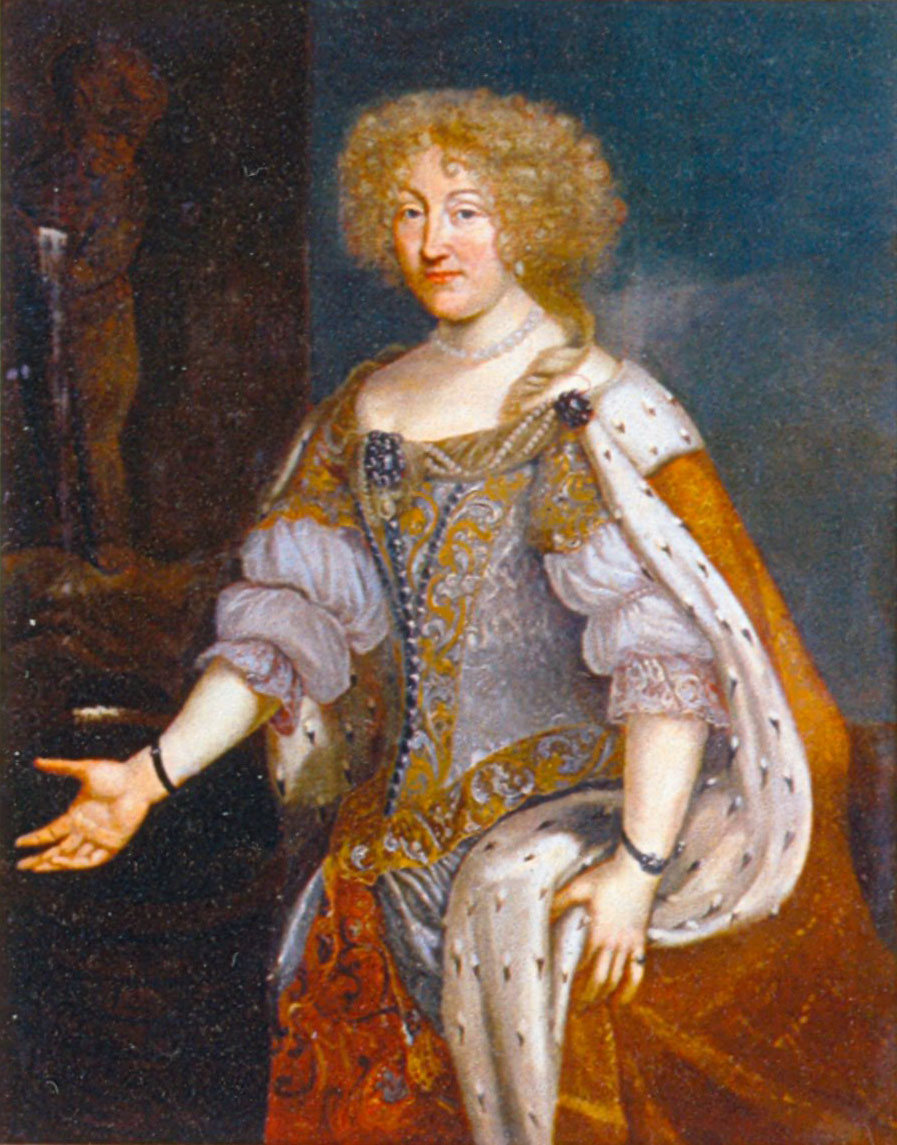
Madeleine-Sibylle de Hesse-Darmstadt

Madeleine-Sibylle de Hesse-Darmstadt (allemand : Magdalena Sibylla von Hessen-Darmstadt) (Darmstadt, 28 avril 1652 - Kirchheim unter Teck, 11 août 1712) est une princesse allemande qui est, de 1677 à 1693, régente du duché de Wurtemberg. Elle est en outre une musicienne, psalmiste et poétesse, notamment une importante compositrice d'hymnes religieux de l'époque baroque.

## Biographie

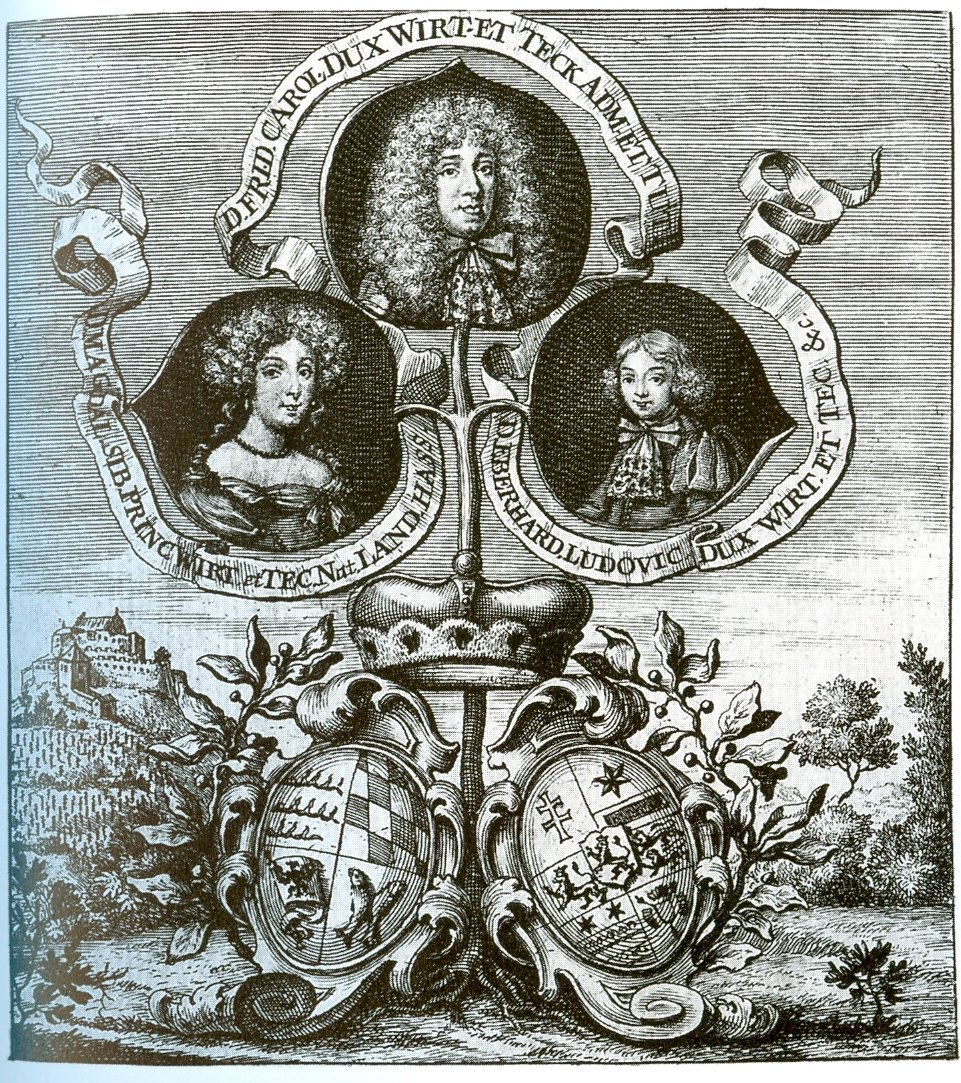
Madeleine-Sibylle (à gauche) et son beau-frère Frédéric-Charles de Wurtemberg-Winnental (au centre) co-régent pour le compte du jeune duc Eberhard-Louis (à droite)

Madeleine-Sibylle est née à Darmstadt, fille du landgrave Louis VI de Hesse-Darmstadt et de la duchesse Marie-Élisabeth de Holstein-Gottorp. Devenue, encore jeune, orpheline de mère, elle est confiée à sa tante la reine douairière de Suède Edwige-Éléonore. C'est à Stockholm qu'elle développe une personnalité très tournée vers la religion qui perdure pendant toute sa vie.
C'est à la suite d'une visite de Guillaume-Louis, héritier du duché de Wurtemberg, qu'ils se fiancent puis qu'ils se marient à Darmstadt le 6 novembre 1673. Ils ont quatre enfants.
Six mois seulement après le mariage, le duc Eberhard VII meurt et son fils Guillaume-Louis monte sur le trône du Wurtemberg. Mais lui-même meurt en 1677 d'une attaque cardiaque. Ainsi, Madeleine-Sibylle devient, à l'âge de 25 ans, régente au nom de son jeune fils Eberhard-Louis qui est investi du pouvoir à l'âge de 16 ans, en 1693.
Par sa piété et la sagesse de toutes ses décisions, elle gagne une très grande popularité. Son sentiment religieux se traduit dans les nombreux hymnes qu'elle compose et qui tiennent une place importante dans le répertoire des hymnes protestants.
De 1690 à 1692, elle prend à son service à Stuttgart le compositeur Johann Pachelbel. À la fin de sa vie, elle se retire au château de Kirchheim où elle meurt le 11 août 1712.

## Descendance
De son mariage avec Guillaume-Louis de Wurtemberg sont nés quatre enfants :
- Éléonore de Wurtemberg (1674-1683).
- Eberhardine de Wurtemberg (1675-1707).
- Eberhard-Louis de Wurtemberg, (1676-1733), duc de Wurtemberg sous le nom d'Eberhard X.
- Madeleine-Wilhelmine de Wurtemberg (1677-1742), en 1697 elle épousa le margrave Charles-Guillaume de Bade-Durlach (Charles III Guillaume de Bade-Durlach).